# Moteur W18
 (juin 2025).
Si vous disposez d'ouvrages ou d'articles de référence ou si vous connaissez des sites web de qualité traitant du thème abordé ici, merci de compléter l'article en donnant les références utiles à sa vérifiabilité et en les liant à la section « Notes et références ».

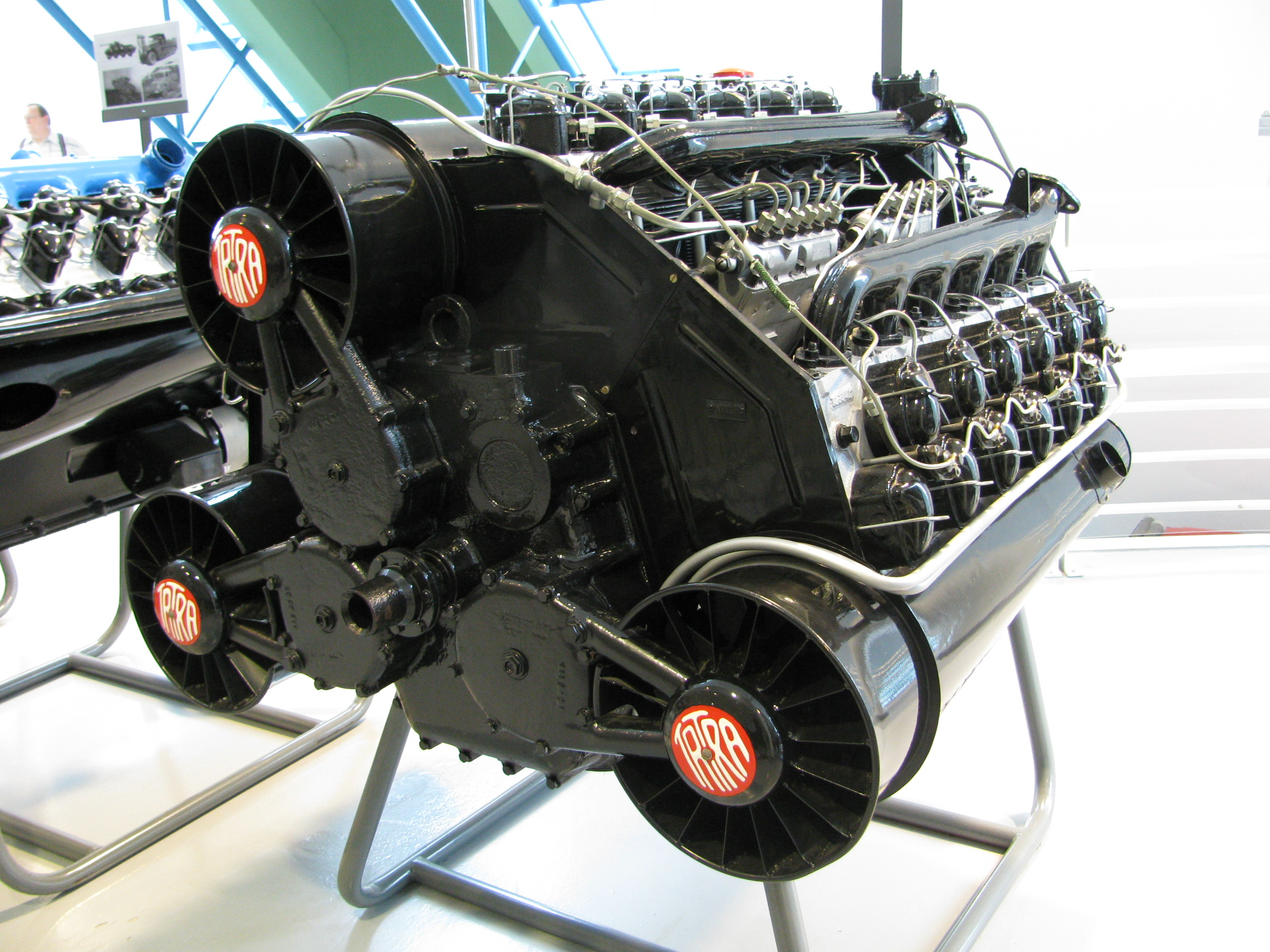
Tatra T955, moteur W18 refroidi par air 1943.

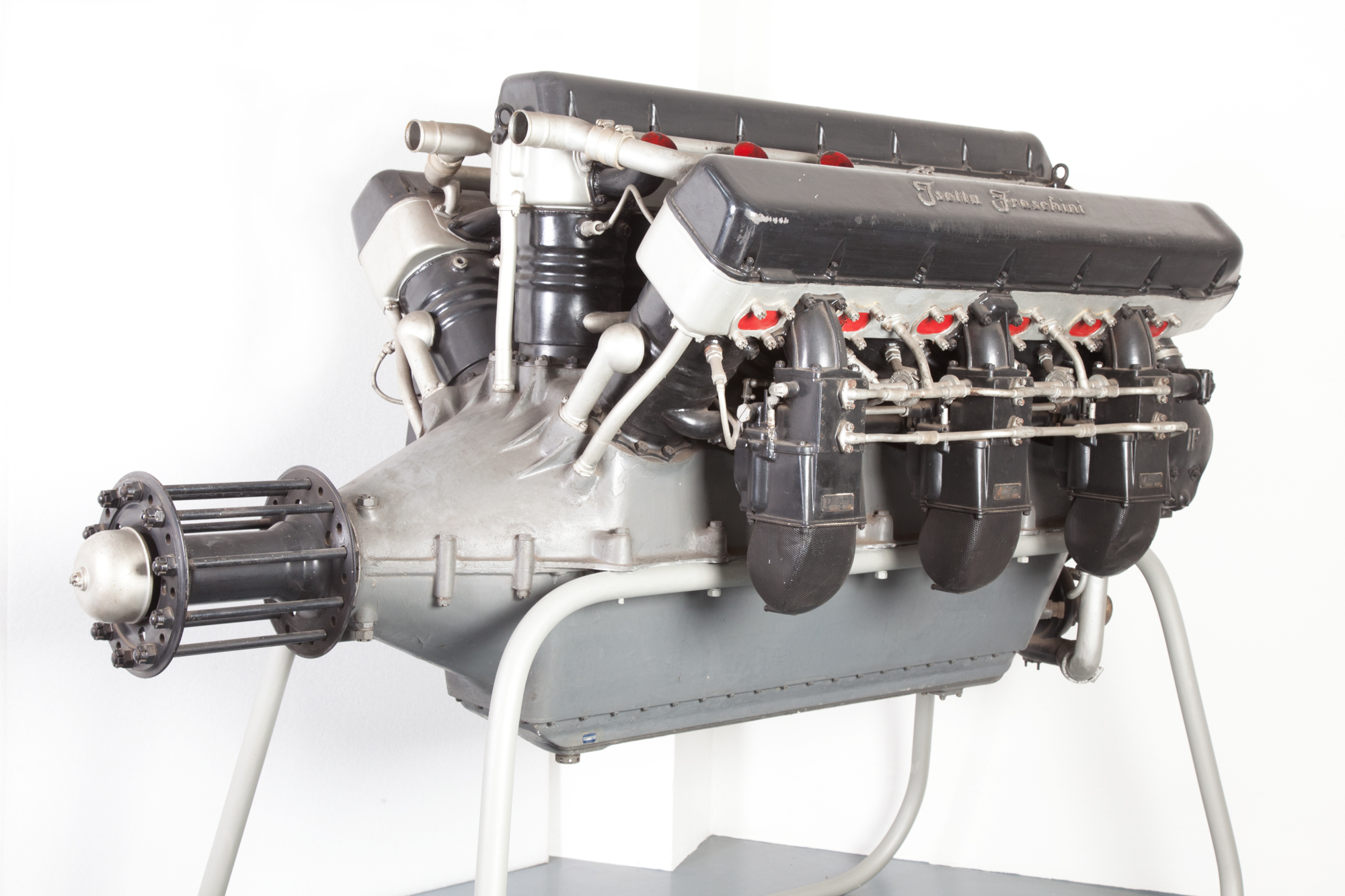
Isotta Fraschini Asso 750, moteur d'avion à refroidissement liquide

Un moteur W18 est un moteur à dix-huit-cylindres en W qui a habituellement un seul vilebrequin avec trois bancs de six cylindres disposés en flèche, pointe vers le bas. 
Un premier exemple est l'Isotta Fraschini Asso 750 motorisant l'hydravion italien Savoia-Marchetti S.55, piloté par Italo Balbo jusqu'à Chicago en 1933. Ce moteur est dans la même configuration que la récente série de moteurs prototypes 18 cylindres fabriqués par Bugatti – basiquement un banc vertical de six cylindres avec deux bancs adjacents fixés à 60° chacun donnant un W-18. Dans le moteur Hispano-Suiza 18R l'angle est de 80°.
En 1967, l'ingénieur de la Scuderia Ferrari, Franco Rocchi, construisit le moteur expérimental M3 tricylindre (65 × 50 mm, 498 cm3) avec un seul maneton, afin d'évaluer le potentiel d'un moteur W18 de 3 litres en Formule 1. Bien que le moteur développait 480 ch à 11 000 tr/min et 160 ch par litre, l'idée fut abandonnée. Par la suite, en 1972, les règles de la Formule 1 furent modifiées pour interdire l'utilisation de moteurs dépassant 12 cylindres. En 1988 Rocchi utilisa cette base de moteur pour développer un W12 de 3,5 litres pour l'équipe de F1 Life Racing Engines, mais ce fut un échec.
Des moteurs W18 sont utilisés sur les Bugatti EB118, Bugatti EB218, Bugatti 18/3 Chiron et le concept-car Bugatti EB 18.4 Veyron à la fin des années 1990. Ce moteur possède trois bancs de six cylindres positionnés à 60°. Son développement fut abandonné pour une configuration W16 moins onéreuse et moins compliquée à développer.

## Utilisations
Automobile
- Bugatti EB 118
- Bugatti EB 218
- Bugatti EB 18/3 Chiron
- Bugatti EB 18/4 Veyron
- Tatra T955
- Farman 18 Wirs

Aviation
- Hispano-Suiza 18R
- Isotta Fraschini Asso 750
- Isotta Fraschini Asso 1000
- Allison V-3420
- Farman F-130